# Splau!
Splau! és un centre comercial ubicat, entre Cornellà de Llobregat i el Prat de Llobregat, al costat de l'estadi del RCD Espanyol i visible des de la ronda litoral. Per la banda de Cornellà es troben l'avinguda del Baix Llobregat i el Barri de Riera mentre que per la banda del Prat hi ha el riu Llobregat i camps de conreu.
El centre, promogut per Acciona Inmobiliaria, va ser inaugurat l'11 de maig de 2010 i va crear 1700 llocs de treball. Acciona l'havia adquirit el 2007 a la promotora Lar Grosvenor, quan encara estava en plena construcció. El centre té 33.100 metres quadrats de superfície bruta per llogar, arrendada a 148 comerços i 3.100 places d'aparcament. El primer any de funcionament va rebre 7,5 milions de visites.

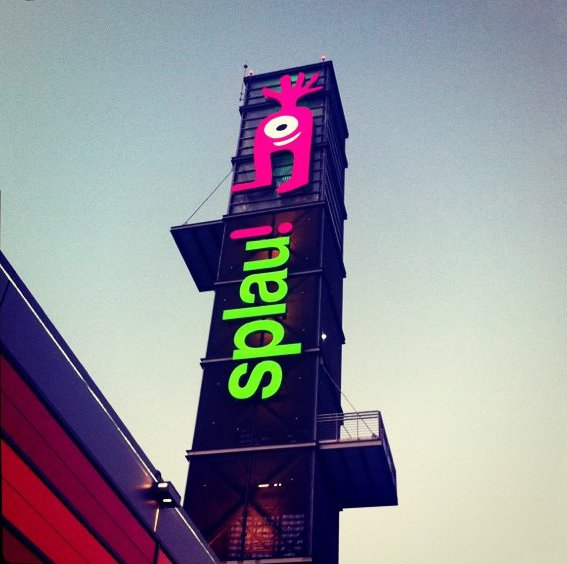
Logo del centre

Els comerços s'agrupen en un anell de dues plantes i compta amb establiments de grans cadenes com Mercadona, MediaMarkt, Miró, Pull and Bear, Primark, Bershka, Zara, Oysho, H&M, i C&A entre moltes altres, així com una gran oferta de restauració en la qual destaquen Burger King, KFC i Viena. Disposa d'una bolera, sales de jocs recreatius i 18 sales de cinema en el seus primers anys, posteriorment s'han afegit 10 sales més, totes Full HD.
L'octubre de 2011 Acciona va anunciar la venda del centre a la immobiliària francesa Unibail Rodamco per 185 milions d'euros. Unibail, la primera immobiliària comercial europea, reforçà d'aquesta forma la presència a l'àrea de Barcelona, on ja posseïa els centres comercials de Glòries i La Maquinista.